# Municipio de Dry Creek (condado de Howell)
El municipio de Dry Creek (en inglés: Dry Creek Township) es un municipio ubicado en el condado de Howell en el estado estadounidense de Misuri. En el año 2010 tenía una población de 1777 habitantes y una densidad poblacional de 13,34 personas por km².

## Geografía
El municipio de Dry Creek se encuentra ubicado en las coordenadas 36°50′29″N 91°54′46″O / 36.84139, -91.91278. Según la Oficina del Censo de los Estados Unidos, el municipio tiene una superficie total de 133.25 km², de la cual 133,15 km² corresponden a tierra firme y (0,07 %) 0,1 km² es agua.

## Demografía
Según el censo de 2010, había 1777 personas residiendo en el municipio de Dry Creek. La densidad de población era de 13,34 hab./km². De los 1777 habitantes, el municipio de Dry Creek estaba compuesto por el 96,34 % blancos, el 0,23 % eran afroamericanos, el 0,51 % eran amerindios, el 0,11 % eran asiáticos, el 0,56 % eran de otras razas y el 2,25 % eran de una mezcla de razas. Del total de la población el 1,8 % eran hispanos o latinos de cualquier raza.